# Kaba Gábor
Kaba Gábor (Székelyhíd, 1957. november 19. –) romániai magyar politikus. 2000-től 2012-ig Zsombolya város polgármestere volt.  

## Élete
A bukaresti Vegyészeti Műegyetemen végzett.

### Szakmai tevékenysége
1982-1985 – Corabia, Műszál gyár, gyakornok, termelésvezető
1985-1990 – Zsombolya, Műanyag és Gombgyár, részlegvezető kereskedelmi igazgató
1990-2000 – Zsombolya, S.C. KABOR S.R.L., ügyvezető igazgató
2000-től 2012–ig Zsombolya polgármestere

### Politikai tevékenység
- 1990-től RMDSZ tag.
- 1996-tól Zsombolya város Önkormányzatának a tanácsosa.
- 2000-től 2012-ig Zsombolya város polgármestere volt.

A három polgármesteri mandátuma - 12 év - alatt Zsombolyán felújították az idősek szociális otthonát, a dr. Karl Diel kórházat és a poliklinikát. 2002-ben napközi otthon létesült a fogyatékkal élő gyermekek számára. Más szervezetek bevonásával biztosították 25 idős ember számára naponta egy adag meleg étel házhoz szállítását, valamint az idős rászorulók házigondozását.
2004–2008: SZKT-tag

## Elismerései
- 2009-ben Sólyom Lászlótól, a Magyar Köztársaság elnökétől a Magyar Érdemrend Lovagkeresztjét vehette át.
- 2011-ben a Román Közigazgatás Fóruma a Nyugati Régió legjobb polgármestere címmel tüntette ki.